# 台中市公車59路
台中市公車59路行駛自國軍英雄館至舊正社區停車場，由統聯客運營運。本路線主要行駛於國光路、大里區大峰路。

## 歷史
- 2011年6月1日：通車，行駛路線與50路大致重疊，為50路延駛至霧峰區舊正之區間車性質。
- 2012年7月1日：繞駛至大里東西湖兩里，並新增市立大里高中站。
- 2012年10月20日：裁撤「市場前」站。
- 2013年2月1日：增停「全家福社區」站。
- 2015年3月16日：延駛至舊社公園，並將路線名稱由「新民高中－舊正」更改為「舊社公園－舊正」、調整行駛路線及發車時刻。
- 2016年10月29日：配合「臺中鐵路架化第二階段工程」，臺中火車站往舊社公園方向站位遷移至建國路166號（原金沙百貨對面）。[2] [3][4]
- 2017年4月1日：增設「北屯文心路口」[5]
- 2018年10月29日：「舊社公園(北屯路)」更名為「捷運松竹站(北屯路)」。
- 2020年2月11日：新闢59延，新增「北岸新豐路口」、「北岸路36巷口」、「中投北岸路36巷口」及「舊正社區停車場」。
- 2025年8月8日：為強化屯區大眾運輸服務統聯客運59路自起調整部分行駛動線及班次時刻，另59路與59延整併，起迄站調整為「國軍英雄館-舊正社區停車場」，並增加停靠「台中車站（C月台）」及「國軍英雄館」等站。

## 路線基本資料
全程行車里數約19.5公里，全程行車時間約1小時。往舊正社區停車場共51站，往國軍英雄館共52站。
從國軍英雄館起，沿南京路、建國路、民權路、自由路一段、國光路、大里區中興路、仁化路、大峰路、霧峰區草湖路、林森路、四德路、中正路、北岸路、中投東（西）路到舊正社區停車場。

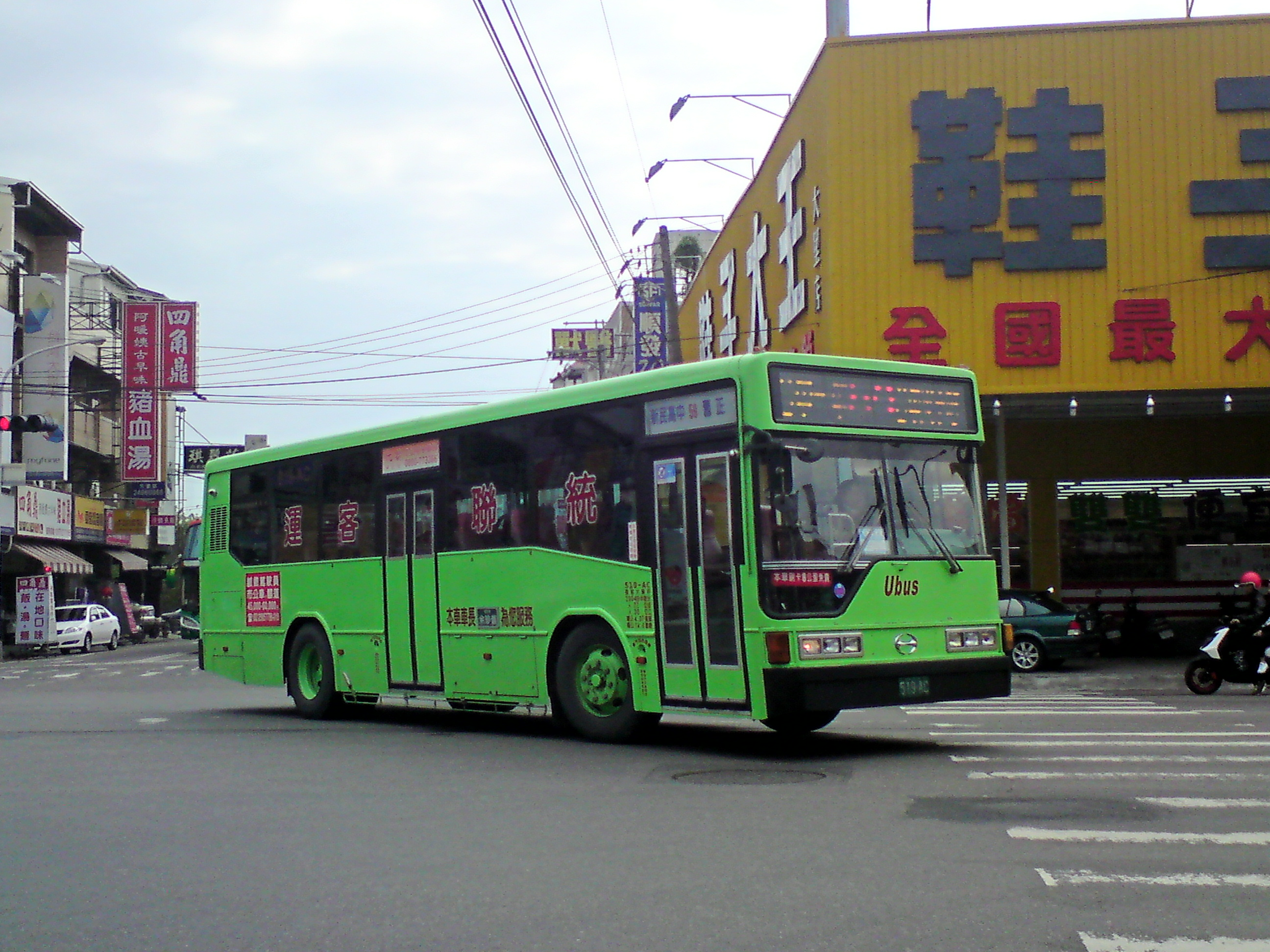
台中市公車59路

### 時刻表
- 時刻表僅供參考，請以統聯客運網站公告為準。時刻表更新時間為2025年8月11日。

| 台中市公車59路時刻列表                                                                                                  | 台中市公車59路時刻列表                                                                                                  |
| --- | --- |
| 國軍英雄館發車 | 舊正社區停車場發車 |
| 平／假日 06:60、07:20、08:00、08:30、09:50、10:20、11:00、11:30、12:50、13:20、14:00、14:30、15:50、16:20、17:00、17:30 | 平／假日 06:30、07:00、08:20、08:50、09:30、10:00、11:20、11:50、12:30、13:00、14:20、14:50、15:30、16:00、17:20、18:00 |

### 收費
- 一般市區公車（1～999、綠1～綠4）：依里程計費，收費費率為［2.431×搭乘里程數×（1+5%營業稅）］元。
  - 於基本里程8公里內票價為全票20元、半票11元。
  - 兒童、老人、身心障礙者及其陪伴者依規定半票收費，半票收費費率為原收費費率的一半。
  - 市民限定交通卡：前10公里免費，超過10公里部分票價比照收費費率，且上限為10元。
- 小黃公車（黃1～黃25）：免費。
- 幸福公車（梨山1）：票價比照臺中市計程車收費費率，持電子票證刷卡全程免費。
- 市民小巴（市民小巴1～市民小巴4）：票價比照一般市區公車收費費率，持電子票證刷卡全程免費。

### 停站
- 參見右側站牌路線圖，綠色路段表示行駛優化公車專用道。

## 圖片集
- 台中市公車59路